# Hikaru Takahashi
Hikaru Takahashi (jap. 髙橋 ひかる Takahashi Hikaru; ur. 22 września 2001 w Ōtsu) – japońska aktorka i modelka.

## Życiorys
Takahashi urodziła się 22 września 2001 roku w Ōtsu, w  prefekturze Shiga. Zadebiutowała w show-biznesie w 2014 roku, po zdobyciu głównej nagrody w ogólnojapońskim konkursie piękności „Japan Bishōjo Contest”, pokonując łącznie 81 031 kandydatek.
W kwietniu 2015 roku ogłoszono, iż zagra w filmie „Pożegnalna obietnica”, mającym mieć premierę w roku 2016. W maju 2017 roku wystąpiła w taiga dramie „Onna Jōshu Naotora” wcielając się w postać „Takase”. Takahashi została wybrana spośród około 200 uczestniczek przesłuchania. 31 marca 2018 roku po raz pierwszy zadebiutowała na wybiegu podczas pokazu mody Tokyo Girls Collection wiosna-lato, który miał miejsce w Yokohama Arena.
W roku 2019 zawiesiła aktywność zawodową, wznawiając ją w styczniu 2020 roku. Od tego czasu odgrywa głównie role pierwszoplanowe.

## Filmografia

### Dramy
| Rok  | Tytuł                                                                             | Rola              | Stacja telewizyjna | Uwagi                              |
| ---- | --------------------------------------------------------------------------------- | ----------------- | ------------------ | ---------------------------------- |
| 2017 | Onna Jōshu Naotora (おんな城主 直虎)                                              | Takase            | NHK                | Taiga drama, odc. 19-26, 31, 33-38 |
| 2018 | Parfait Tic (パフェちっく！)                                                      | Fuuko Kameyama    | Fuji TV            | Główna rola                        |
| 2018 | Born To Be A Flower (高嶺の花)                                                    | Akiho Harada      | NTV                |                                    |
| 2019 | Parallel School Days (パラレルスクールDAYS)                                       | Shinori           | YouTube            | Główna rola                        |
| 2019 | Sagi no Ko (詐欺の子)                                                             | Reina Tajima      | NHK                | Główna rola, jednoodcinkowa drama  |
| 2019 | Where Have My Skirts Gone? (俺のスカート、どこ行った?)                            | Yui Kawasaki      | NTV                |                                    |
| 2021 | Red Eyes (レッドアイズ 監視捜査班)                                                | Haruka Oshio      | NTV                |                                    |
| 2021 | Curse of Spring (春の呪い)                                                        | Natsumi Tachibana | TV Tokyo           | Główna rola                        |
| 2022 | I Want To Hold Aono-kun So Badly I Could Die (青野くんに触りたいから死にたい)     | Yūri Kariya       | WOWOW              | Główna rola                        |
| 2022 | Murai in Love (村井の恋)                                                          | Ayano Tanaka      | TBS                | Główna rola                        |
| 2022 | Socho Shihatsu no Sappukei (早朝始発の殺風景)                                     | Asa               | WOWOW              | Odc. 1, 4 i 6                      |
| 2023 | Halation Love (ハレーションラブ)                                                  | Akari Miyama      | TV Asahi           | Główna rola                        |
| 2023 | Ano Yoru wo Oboeteru (あの夜を覚えてる)                                           | Hikaru Takahashi  | WOWOW              | Główna rola, jednoodcinkowa drama  |
| 2024 | Living-Room Matsunaga-san (リビングの松永さん)                                    | Miko Sonoda       | Fuji TV, Kansai TV | Główna rola                        |
| 2024 | Yo nimo Kimyo na Monogatari: 2024 Summer Special (世にも奇妙な物語’24 夏の特別編) | Nanami            | Fuji TV            | Główna rola, jednoodcinkowa drama  |
| 2024 | Make up With Mud (顔に泥を塗る)                                                   | Miku              | TV Asahi           | Główna rola                        |
| 2025 | Madoka 26-sai, Kenshuui Yattemasu! (まどか26歳、研修医やってます！)               | Ozaki             | TBS                |                                    |

### Filmy
| Rok  | Tytuł                                                            | Rola            | Uwagi       |
| ---- | ---------------------------------------------------------------- | --------------- | ----------- |
| 2016 | Pożegnalna obietnica (人生の約束)                                | Hitomi Watanabe |             |
| 2019 | Parallel School Days: The Movie (劇場版「パラレルスクールDAYS」) | Shinori         | Główna rola |
| 2022 | Eiga Osomatsusan (おそ松さん)                                    | Totoko          | Główna rola |
| 2024 | Honeko Akabane's Bodyguards (赤羽骨子のボディガード)             | Togeya          |             |

### Teledyski
| Rok  | Tytuł                                     | Artysta             | Przy.  |
| ---- | ----------------------------------------- | ------------------- | ------ |
| 2015 | „Jinsei Wa Ichidokiri” (人生は一度きり)   | Little Glee Monster | [ 8 ]  |
| 2017 | „Itsuka Kono Namida Ga” (いつかこの涙が)  | Little Glee Monster | [ 9 ]  |
| 2019 | „湯気ひとすじ”                            | Yuta Orisaka        | [ 10 ] |
| 2019 | „Sore Wa Koi No Owari” (それは恋の終わり) | Mafumafu            | [ 11 ] |

## Nagrody i nominacje
| Rok  | Ceremonia                         | Kategoria               | Nominowany           | Rezultat  | Przy.  |
| ---- | --------------------------------- | ----------------------- | -------------------- | --------- | ------ |
| 2014 | Japan Bishōjo Contest             | Główna Nagroda          | Hikaru Takahashi     | Wygrana   | [ 2 ]  |
| 2014 | Nagrody Filmowe Hochi             | Najlepszy Debiutant     | Pożegnalna obietnica | Nominacja | [ 12 ] |
| 2017 | Nagroda Urody dla Czarnych Włosów | Nagroda za Czarne Włosy | Hikaru Takahashi     | Wygrana   | [ 13 ] |
| 2019 | Beautiful Legs Award              | W kategorii Nastolatka  | Hikaru Takahashi     | Wygrana   | [ 14 ] |